# Lúnulas de Hipócrates
|                                  |  |  |
|                                  |  |  |
| As regiões em cinza são lúnulas. |  |  |

Lúnula é um termo em geometria para uma região côncava-convexa formada por dois arcos.

## Definição
Uma Lúnula também é conhecida como “lua” ou “meia-lua”, em geometria uma lúnula é uma figura geométrica limitada por dois arcos circulares de raios distintos.
Formalmente, uma lúnula é um complemento de um círculo em outro, situados de forma que ambos se intersectem, e nenhum seja subconjunto do outro. Isto é se X e Y são círculos, então:
{\displaystyle L=X-X\cap Y}

## Aplicação das lúnulas no triângulo retângulo
Seja ABC um triângulo retângulo, reto em Â. Utilizando três semicírculos: seja BC o diâmetro da semicircunferência que passa por A, o diâmetro AB e o diâmetro AC, desta forma obtemos as lúnulas E e D formadas sobre os catetos.

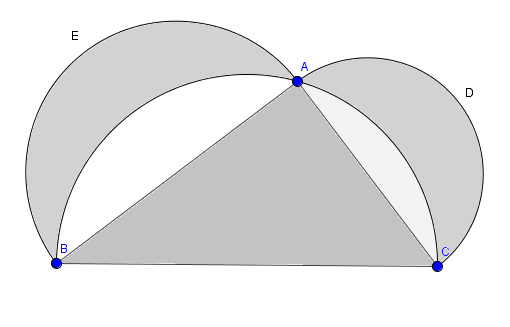
Aplicação das lúnulas no triângulo retângulo

## Demonstração
Hipócrates concluiu utilizando a generalização do teorema de Pitágoras, que a medida da área do triângulo retângulo ABC é igual à soma das medidas das áreas das lúnulas construídas sobre seus catetos.

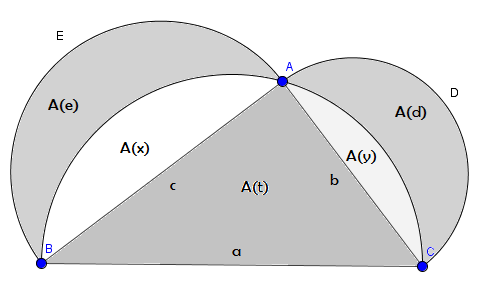
Aplicação das lúnulas no triângulo retângulo

Seja x e Y, respectivamente, as regiões delimitadas pelo semicírculo de diâmetro BC e pelos catetos AC e AB, como mostra a figura.
Sendo A(t), A(e), A(d), A(x) e A(y), respectivamente as áreas do triângulo, das lúnulas e das regiões X e Y, podemos escrever:
- Área do semicírculo de diâmetro BC: (1){\displaystyle A(t)+A(x)+A(y)=\left({\frac {1}{2}}\right)*\pi *\left({\frac {a}{2}}\right)^{2}=\left({\frac {\pi }{8}}\right)*a^{2}}
- Área do semicírculo de diâmetro AB: (2) {\displaystyle A(e)+A(x)=\left({\frac {1}{2}}\right)*\pi *\left({\frac {c}{2}}\right)^{2}=\left({\frac {\pi }{8}}\right)*c^{2}}
- Área do semicírculo de diâmetro AC: (3)                                   {\displaystyle A(d)+A(y)=\left({\frac {1}{2}}\right)*\pi *\left({\frac {b}{2}}\right)^{2}=\left({\frac {\pi }{8}}\right)*b^{2}}

Somando membro a membro as igualdades (2) e (3), obtemos:
{\displaystyle A(e)+A(x)+A(d)+A(y)=\left({\frac {\pi }{8}}\right)*c^{2}+\left({\frac {\pi }{8}}\right)*b^{2}=\left({\frac {\pi }{8}}\right)*(b^{2}+c^{2})}
Como o triângulo é ABC é retângulo, temos que a, b e c satisfazem a relação dada pelo teorema de Pitágoras, deste modo a relação dada acima pode ser expressa da seguinte forma:
{\displaystyle A(e)+A(x)+A(d)+A(y)=\left({\frac {\pi }{8}}\right)*a^{2}}
Comparando essa equação com a igualdade (1) obtemos:
{\displaystyle A(e)+A(x)+A(d)+A(y)=A(t)+A(x)+A(y)}
Desta forma podemos concluir que
{\displaystyle A(e)+A(d)=A(t)}